# Walter Junghans
Walter Junghans (Hamburgo, 26 de octubre de 1958) es un exfutbolista alemán que jugó como portero en distintos clubes de la Bundesliga durante las décadas de 1980 y 1990. Tras retirarse en 1996 trabajó como entrenador de porteros en equipos de Alemania, Portugal y España.

## Carrera
Junghans comenzó su carrera en el Bayern de Múnich y tras el retiro de Sepp Maier fue el portero titular del conjunto bávaro, aunque también alternó en el puesto con Manfred Müller. Se mantuvo en el club por cinco años, período en que ganó un bicampeonato de la Bundesliga en las temporadas 1979-80 y 1980-81 y la DFB-Pokal en 1981. Formó parte del equipo subcampeón de la Copa de Europa 1981-82 que perdió por 1-0 en la final contra el Aston Villa, la cual jugó Müller.

## Equipos
| Club             | País     | Año       |
| ---------------- | -------- | --------- |
| Bayern de Múnich | Alemania | 1977-1982 |
| Schalke 04       | Alemania | 1982-1987 |
| Hertha de Berlín | Alemania | 1987-1994 |
| Fortuna Colonia  | Alemania | 1994-1996 |

## Palmarés

### Campeonatos nacionales
| Título     | Club             | País     | Año     |
| ---------- | ---------------- | -------- | ------- |
| Bundesliga | Bayern de Múnich | Alemania | 1979-80 |
| Bundesliga | Bayern de Múnich | Alemania | 1980-81 |
| DFB-Pokal  | Bayern de Múnich | Alemania | 1980-81 |